# CIRR-FM
CIRR-FM, plus connu sous son nom 103.9 PROUD FM, était une station de radio canadienne anglophone à destination de la communauté LGBT de la ville de Toronto, en Ontario. Lancée le 16 avril 2007, elle est la première radio canadienne spécifiquement destinée à la communauté homosexuelle. Son siège est situé au cœur de Church and Wellesley, le quartier gay de Toronto, au 65 de la rue Wellesley.
Après plusieurs tentatives administratives infructueuses avec le CRTC afin de déplacer l'émetteur de sa populaire station CIDC-FM (en) 103.5 d'Orangeville vers Toronto, combiné à la compétition du marché, la baisse d'auditoire et les effets de la pandémie de Covid-19, Evanov ferme cette station le 31 août 2023. Certains animateurs de Proud FM ont été transférés à CIDC-FM.